# Daryl Chapin
Daryl Chapin (Ellensburg, Washington, 21 de julho de 1906 – 19 de janeiro de 1995) foi um físico estadunidense. Foi em companhia de Calvin Souther Fuller e Gerald Pearson um dos inventores da célula solar (1954) nos Bell Labs.
Chapin estudou na Universidade Willamette e na Universidade de Washington (mestrado), e lecionou física durante um ano no Oregon State College, começando a trabalhar nos Bell Labs em 1930.
Em 1954 desenvolveu com Calvin Souther Fuller e Gerald Pearson a célula solar de silício, na época denominada bateria solar. O iniciador do desenvolvimento foi Chapin, que pesquisou especialmente semicondutores para geração de energia a partir da luz solar como fonte de energia barata para sistemas telefônicos transistorizados, o que tornou-se conhecido principalmente pela descoberta da fotosensitividade da junção PN por Russell Ohl nos Bell Labs (1940). A fim de disponibilizar grandes superfícies em junção PN, surgiu a técnica da produção de transições PN com difusão. O protótipo surgiu no final de 1953 através da difusão de boro (tipo p) em silício (tipo n-). A apresentação a célula solar em 1954 pelo Bell Labs foi um grande acontecimento na mídia. Foi usada logo em seguida pelos militares e em 1958 no satélite Vanguard I.
Em 2008 foi induzido no National Inventors Hall of Fame.

## Obras
- com Gerald Pearson, Calvin Fuller: A New Silicon p-n Junction Photocell for Converting Solar Radiation into Electrical Power. In: Journal of Applied Physics. Volume 25, 1954, p. 676-677.